# آنا اورینیوک
آنا اورینیوک (به انگلیسی: Anna Uryniuk) (زادهٔ ۸ فوریهٔ ۱۹۷۴) شناگر اهل لهستان است.